# Упасака
Упа́сака (санскр. उपासक, IAST: upāsaka, букв. «рядом, подле, вместе» — «последователь, ученик, служитель»), в буддизме — мужчина, последователь учения Будды, принявший прибежище в Трёх драгоценностях, подносящий дану монахам и исполняющий пять священных обетов, данных монахам. Женщина-мирянка, последовательница буддизма, называется упасика.
Помимо традиционных пяти заповедей в миряне-тхеравадины на упосатху могут принять восемь обетов(пали uposathaṃ samādiyati).

## Правила поведения
Обычно упасаки стараются постоянно соблюдать общие для всех последователей всех школ буддизма пять священных заповедей (обетов, принципов):
1. не убивать ни одного чувствующего существа;
2. не брать того, что не дано;
3. не совершать недолжных действий сексуального характера;
4. не говорить неправду;
5. не употреблять одурманивающие вещества.

Последователи школы Тхеравада в дни Упосатхи стараются соблюдать не пять, а восемь заповедей. Эта же практика была и остаётся широко распространённой в китайских школах буддизма.
Восемь заповедей соблюдаются мирскими буддистами в «дни соблюдения» и во время религиозных праздников. Они включают в себя вышеупомянутые пять заповедей, и дополняются другими обетами — например, отказа от использования косметики, возможно, берущими начало в добуддийских шраманских практик. Поскольку соблюдение восьми заповедей чаще всего практикуется в дни упосатхи, эти заповеди часто называют «обетами упосатхи» или «однодневными заповедями». Эти дни посвящаются медитации и часто проводятся в храмах или монастырях. В отдельные исторические периоды в некоторых регионах — например, в VII—X веках в Китае — восемь заповедей соблюдались более широко. В Новое время было несколько общественных движений по возрождению буддизма, и некоторые буддийские политики демонстративно соблюдали восемь заповедей в течение длительного времени.

## Становление
Как утверждает Джамьянг Кхьенце Чокьи Лодро (Кхьенце Дзонгсар), учившийся в четырёх школах тибетского буддизма, буддистом можно считать каждого человека, который считает верными следующие четыре утверждения, называемые «четырьмя печатями»:
1. Всё составное непостоянно.
2. Все эмоции — страдание.
3. Все вещи не имеют независимого бытия.
4. Нирвана — вне представлений.

А тот, кто не согласен хотя бы с одним из них, буддистом не является. И это не связано с проведением каких-либо обрядов или церемоний. Сторонники буддизма Тхеравады из «Буддавихары» в Санкт-Петербурге отвечают, что в буддизме не существует никаких аналогов христианского крещения или конфирмации, никакого публичного обряда «посвящения в буддисты» (равно как и церемонии отречения от учений Будды), однако некоторые последователи буддизма считают нужным как-то подтверждать свою верность пяти заповедям и «Трём Драгоценностям». В связи с этим, в разных буддийских школах и традициях могут практиковаться различные обряды и церемонии.

### Тхеравада
В традиционных тхеравадинских сообществах, небуддист становится мирским буддистом, произнеся слова древнего обета принятия «прибежища в Трёх Драгоценностях» и следования пяти священным заповедям в присутствии ведущего церемонию монаха либо в одиночестве, стоя перед четьей или перед изображением Будды.

### Махаяна и Ваджраяна
В китайском Чань-буддизме и японском Дзэн-буддизме существует сходная церемония принятия прибежища в Трёх Драгоценностях и получения пяти предписаний (заповедей) (кит. 受戒, пиньинь shòujiè; яп. 受戒), в ходе которой происходит посвящение мирян.
В китайской традиции это действо основано на четырнадцатой главе Сутры Обетов Упасаки (кит. 優婆塞戒經受戒品第十四). Ученик, надеющийся получить предписания, первым делом выражает уважение важнейшим в жизни людям, кланяясь на шесть сторон: на восток — родителям, на юг — учителю, на запад — супругу или супруге, на север — друзьям, вверх — религиозному наставнику, вниз — своим работникам или подчинённым (традиционно слугам). Это называется «почитание шести сторон», означающее исполнение взаимных обязанностей и осознание взаимной ответственности в отношениях с каждой из них.

## Церемониальная одежда
В Индии упасаки традиционно носили белые одеяния, символизирующие уровень отказа от излишеств, средний между мирянами и монахами. «Облачённые в белое мирские люди» (пали avadāta-vassana) упоминаются и в ряде традиционных текстов. Ношение белых одежд мирянами принято и в современных тхеравадинских храмах, особенно новообращёнными буддистами или соблюдающими восемь заповедей в дни упосатхи.

## Известные упасаки
В раннебуддийской «Самъютта-никае» (17:23) Будда говорит, что преданный мирской последователь желать уподобиться Читте и Хастаке так же, как преданный монах — Шарипутре и Маудгальяяне. Первые два считаются образцом праведного поведения в миру, вторые — в мужской монашеской сангхе. В «Читта-Самъютте» есть десять инструктивных обсуждений; в трёх из них Читта задаёт вопросы монахам, в других трёх — монахи задают вопросы ему, а оставшиеся четыре посвящены событиям из жизни Читты.

## Пояснения
1. ↑  Подобным образом в параканоническом тексте «Вопросы Милинды» (Miln. VI, 4) царь Милинда ссылается на «мирянина - одетого в белое, наслаждающегося чувственными удовольствиями, живущего как хозяин в доме с женой, полном детей…» (англ. a layman — clad in white, enjoying sense pleasures, dwelling as master in a house crowded with wife and children...)[31].
2. ↑  Насчёт ношения белых одежд в дни упосатхи см., напр., раздел 3 «Poya Days» книги А. Г. С. Кариявасама «Buddhist Ceremonies and Rituals of Sri Lanka»[32].